# Lagenandra praetermissa
Lagenandra praetermissa är en kallaväxtart som beskrevs av De Wit. Lagenandra praetermissa ingår i släktet Lagenandra och familjen kallaväxter. Inga underarter finns listade.